# الانتخابات البلدية في السعودية 1964
الانتخابات البلدية في السعودية 1964 هي انتخابات للمجالس البلدية جرت عام 1964 في عهد الملك سعود في العاصمة الرياض و قسمت إلى 14 دائرة انتخابية وجرت الانتخابات أيضا في بعض بلديات المنطقة الشرقية مثل القطيف.